# Dyrdal Peak
Il Dyrdal Peak (in lingua inglese: Picco Dyrdal) è un picco roccioso antartico, alto 1.820 m, situato all'estremità sudoccidentale della Saratoga Table, 4 km a nord-nordovest del Fierle Peak, nel Forrestal Range dei Monti Pensacola, in Antartide. 
Il picco è stato mappato dall'United States Geological Survey (USGS) sulla base di rilevazioni e foto aeree scattate dalla U.S. Navy nel periodo 1956-66.
La denominazione è stata assegnata dall'Advisory Committee on Antarctic Names (US-ACAN) nel 1979 in onore di Frederick F. Dyrdal, meccanico delle fusoliere di aereo presso la Stazione Ellsworth nell'inverno del 1957.